# Krîmlîu
Krîmlîu este o familie nobiliară de origine armeană din Focșani.
Documentele pomenesc de un anume Garabet Krîmlîu, proprietar al moșiei Biliești din Putna, ridicat la rang de paharnic împreună cu fiul său, serdarul Manuc. (cf. Constandin Sion – „Arhondologia Moldovei“, Iași 1892).